# Campionatul Mondial de Scrimă din 1937
Campionatul Mondial de Scrimă din 1937 s-a desfășurat la Paris în Franța.

## Rezultate

### Feminin
| Probă                 | Aur                                                                                                   | Argint                                                                            | Bronz                                                                                             |
| Floretă la individual | Helene Mayer (Germania Nazistă)                                                                       | Ilona Elek (HUN)                                                                  | Ellen Preis (AUT)                                                                                 |
| Floretă pe echipe     | Ungaria · Erna Bogáti · Ilona Elek · Margit Elek · Katalin Horváth · Györgyné Rozgonyi · Ilona Vargha | Germania Nazistă · Hedwig Haß · Helene Mayer · Olga Oelkers · Rotraud von Wachter | Danemarca · Ulla Barding · Karen Lachmann · Kate Mahaut · Grete Olsen · Aya Pedersen · Mitzi With |

## Clasament pe medalii
| Loc | Țară             | Aur | Argint | Bronz | Total |
| --- | ---------------- | --- | ------ | ----- | ----- |
| 1   | Ungaria          | 3   | 2      | 1     | 6     |
| 2   | Italia           | 3   | 1      | 0     | 4     |
| 3   | Franța           | 1   | 4      | 1     | 6     |
| 4   | Germania Nazistă | 1   | 1      | 1     | 3     |
| 5   | Austria          | 0   | 0      | 2     | 2     |
| 6   | Belgia           | 0   | 0      | 1     | 1     |
| 6   | Danemarca        | 0   | 0      | 1     | 1     |
| 6   | Suedia           | 0   | 0      | 1     | 1     |